# کوه بایگو
کوه بایگو (به لاتین: Baigu Mountain) یک کوه در تایوان است که در Heping District, Taichung واقع شده‌است. کوه بایگو ۳٬۳۴۱ متر بالاتر از سطح دریا واقع شده‌است.